# 伊和神社 (松本市)

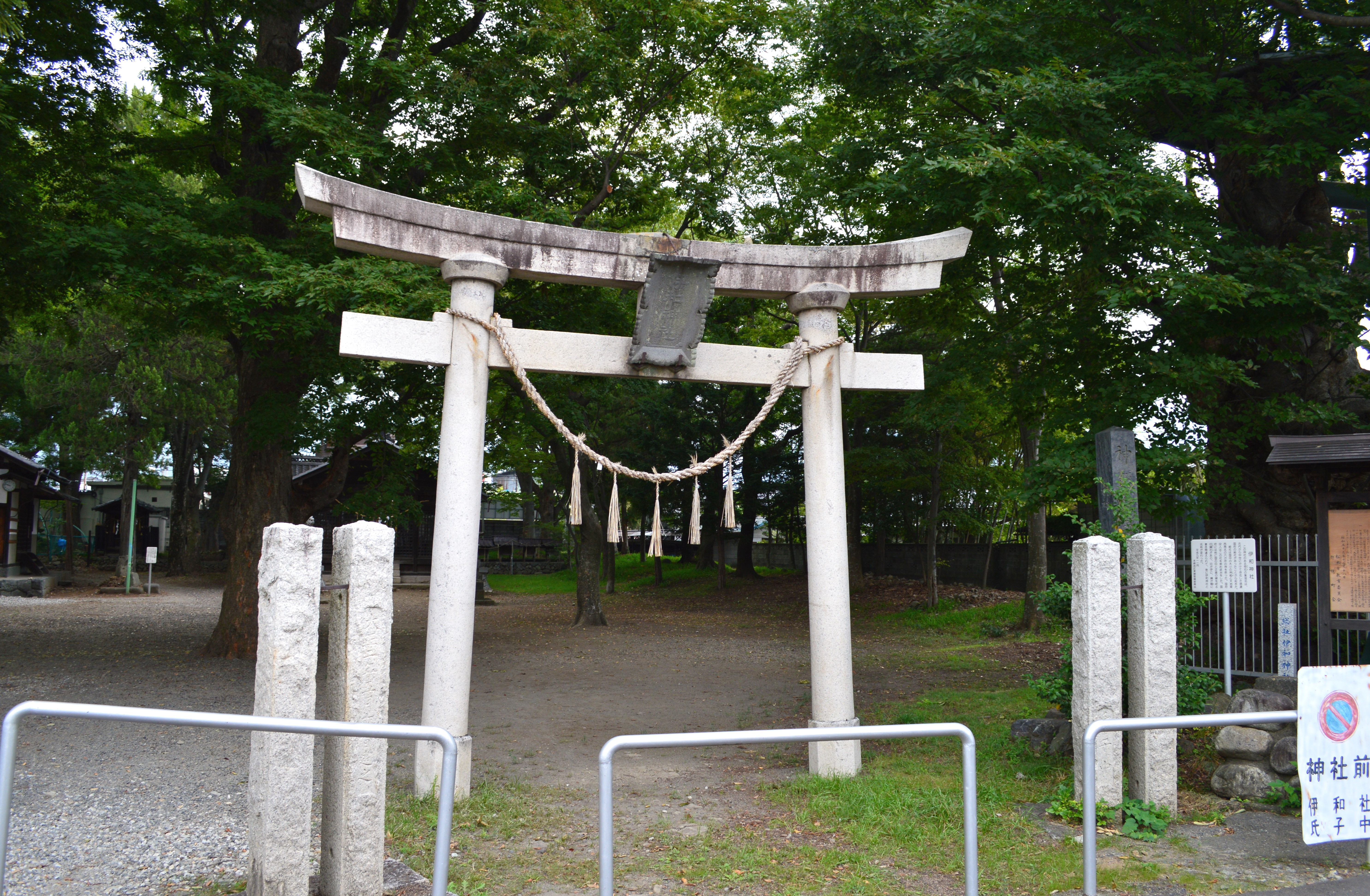
鳥居

伊和神社（いわじんじゃ）は、長野県松本市にある神社。信濃国総社と推定され、旧社格は村社。
正式名称は「伊和社（いわしゃ）」であるが、一般には「伊和神社」と表記される。

## 祭神
- 大己貴命[3]

## 歴史
古代、国司は各国内の全ての神社を一宮から順に巡拝していた。これを効率化するため、各国の国府近くに国内の神を合祀した総社を設け、まとめて祭祀を行うようになった。当社はそのうちの信濃国の総社と推定される。信濃国の総社は、古くは信濃国分寺・信濃国分尼寺の立つ上田市付近にあったが、平安時代初期に松本市に移ったと考えられている。
当地は古くより「惣社（そうざ）」と言われたことから、当地に総社があり、付近には国府があったと推定される。また、国府にある国印と正倉の鍵を祀る「印鑰社（いんやくしゃ）」から、「印」が「伊」に転じ、「鑰」が「輪」に書き間違えられ、「伊和」になったとする説がある。
一方、兵庫県の伊和神社（播磨国一宮）から伊和明神（= 大国主命）を遷座したという説もある。江戸時代の『信府統記』には「惣社六社大明神」とあり、地頭の山家薩摩守（本姓は折野氏）が播磨国姫路の惣社大明神を勧請、のち荒廃したが享保年間（1716年-1736年）に再興したという。ただし実際には、山家薩摩守の草創とするのは誤りで、伊和神が古くからの信濃総社に合祀されたものと見られている。
明治に入り、近代社格制度では村社に列した。また、神饌幣帛料供進神社に指定された。

## 摂末社
- 蚕影神社（こかげじんじゃ） - 本殿向かって左隣鎮座。養蚕が盛んな頃、養蚕農家が増産を祈願して建立した。
- 総社伊和大明神 - 本殿向かって右側鎮座。同型の祠が五社並ぶ。
  - 臼井貞光社
  - 坂田金時社
  - 源頼光社
  - 渡辺綱社
  - 卜部季武社

## 境内
境内には十数本のケヤキの古木があり、植栽されたと見られている。入り口の2本は、かつては県の天然記念物の指定を受けていた。現在は樹勢の衰えもあり、市の天然記念物に指定されている。

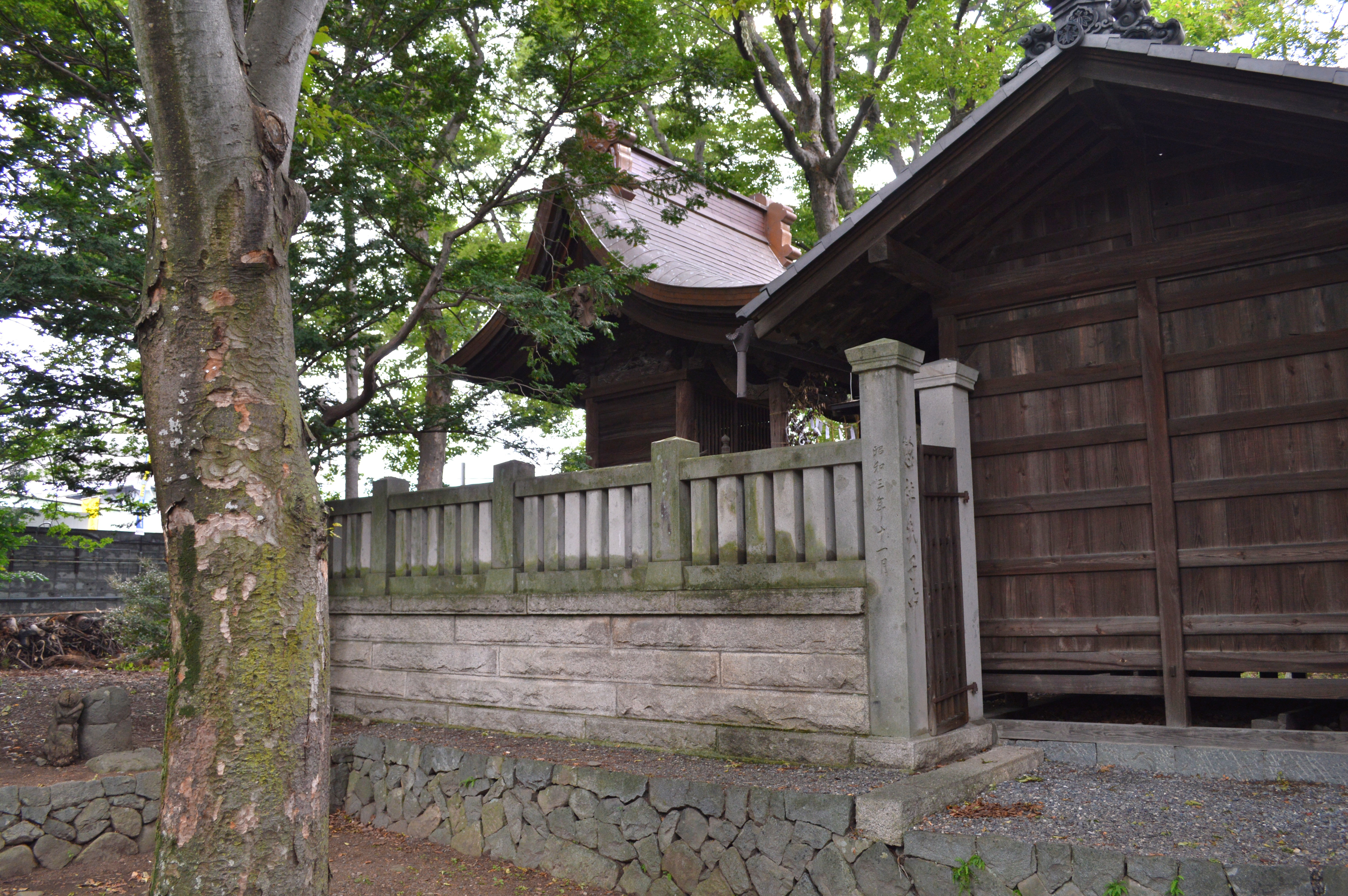
本殿
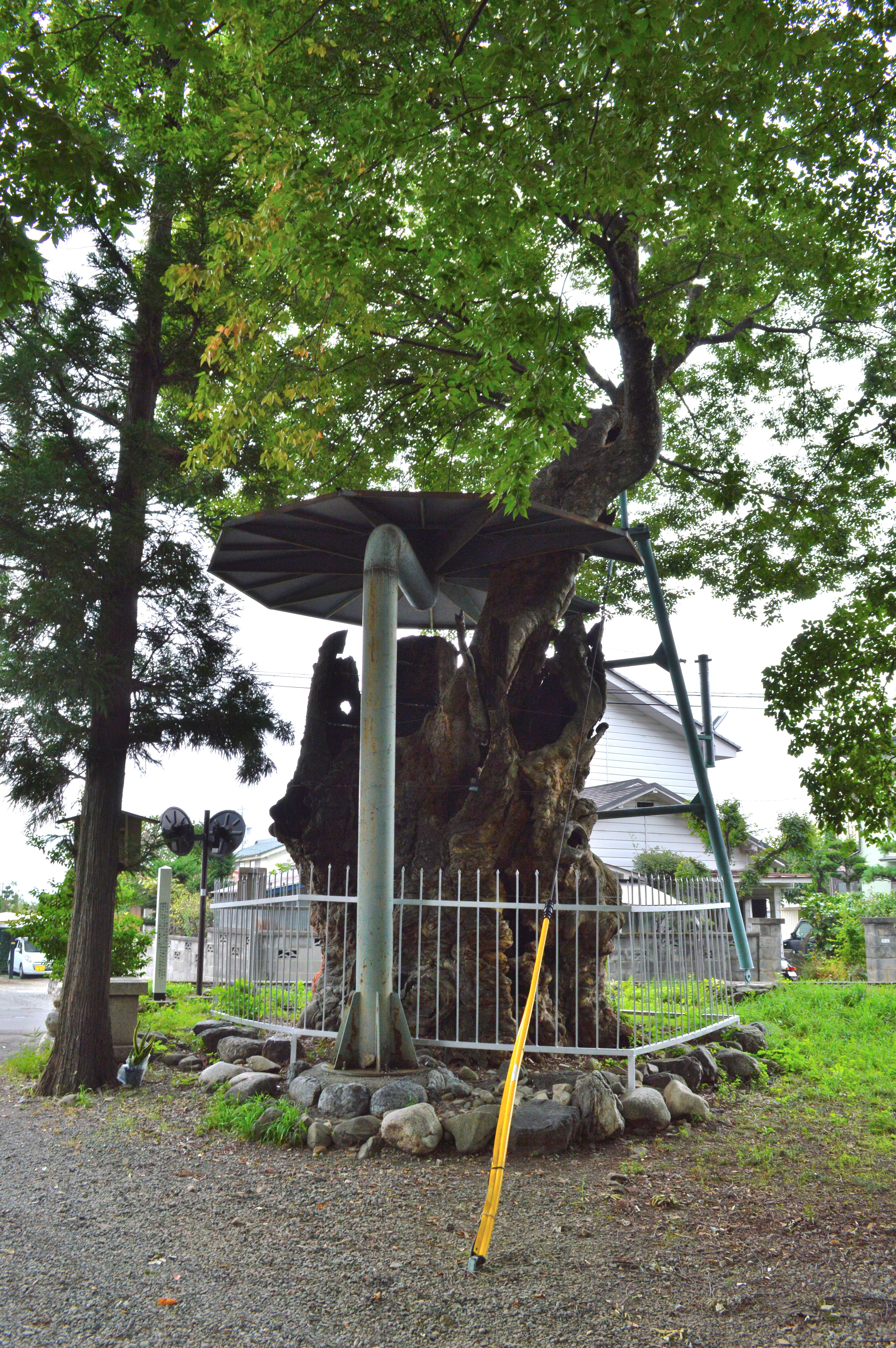
入り口のケヤキ（左手）
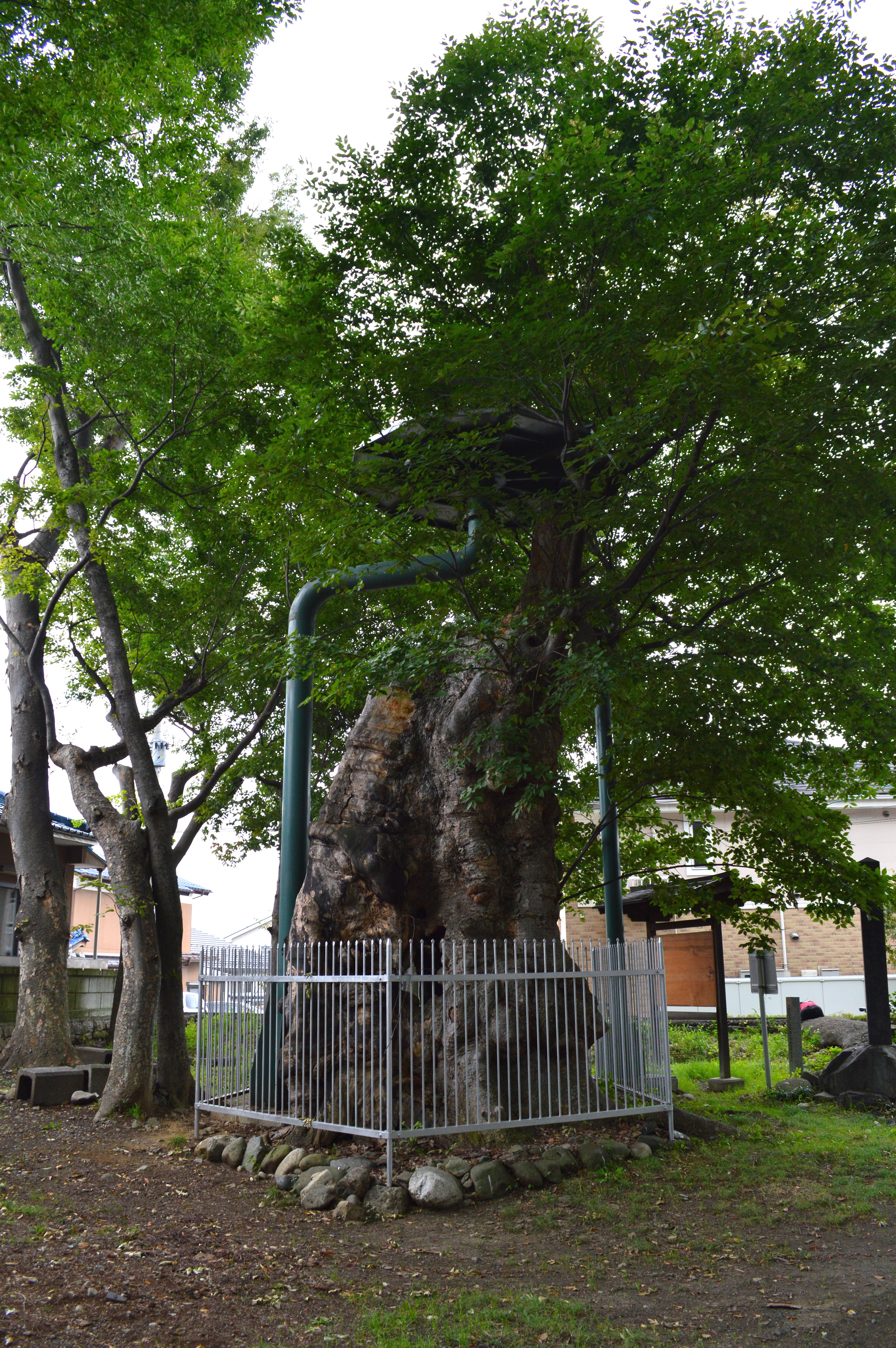
入り口のケヤキ（右手）

## 文化財

### 松本市指定天然記念物
- 伊和神社のケヤキ群 - 昭和50年11月11日指定。

## 現地情報
所在地
- 長野県松本市大字惣社539